# Roumens
Roumens (okzitanisch Romens) ist eine französische Gemeinde mit 244 Einwohnern (Stand: 1. Januar 2022) im Département Haute-Garonne in der Region Okzitanien (vor 2016 Midi-Pyrénées). Die Gemeinde gehört zum Arrondissement Toulouse und ist Mitglied im Gemeindeverband Communauté de communes Aux sources du Canal du Midi. Die Bewohner werden Roumensois und Roumensoises genannt.

## Geografie

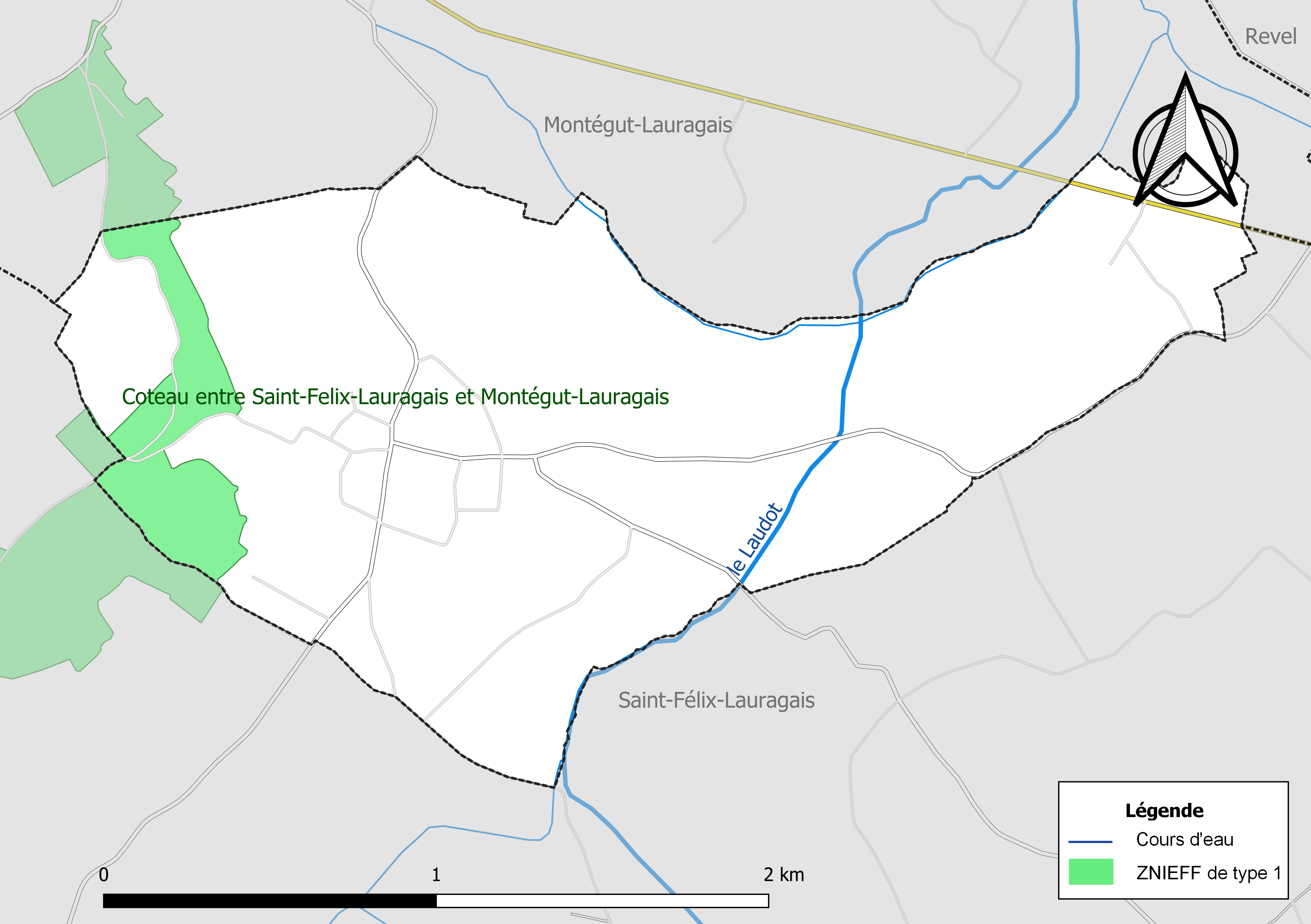
ZNIEFF-Naturzone und Hydrografie der Gemeinde

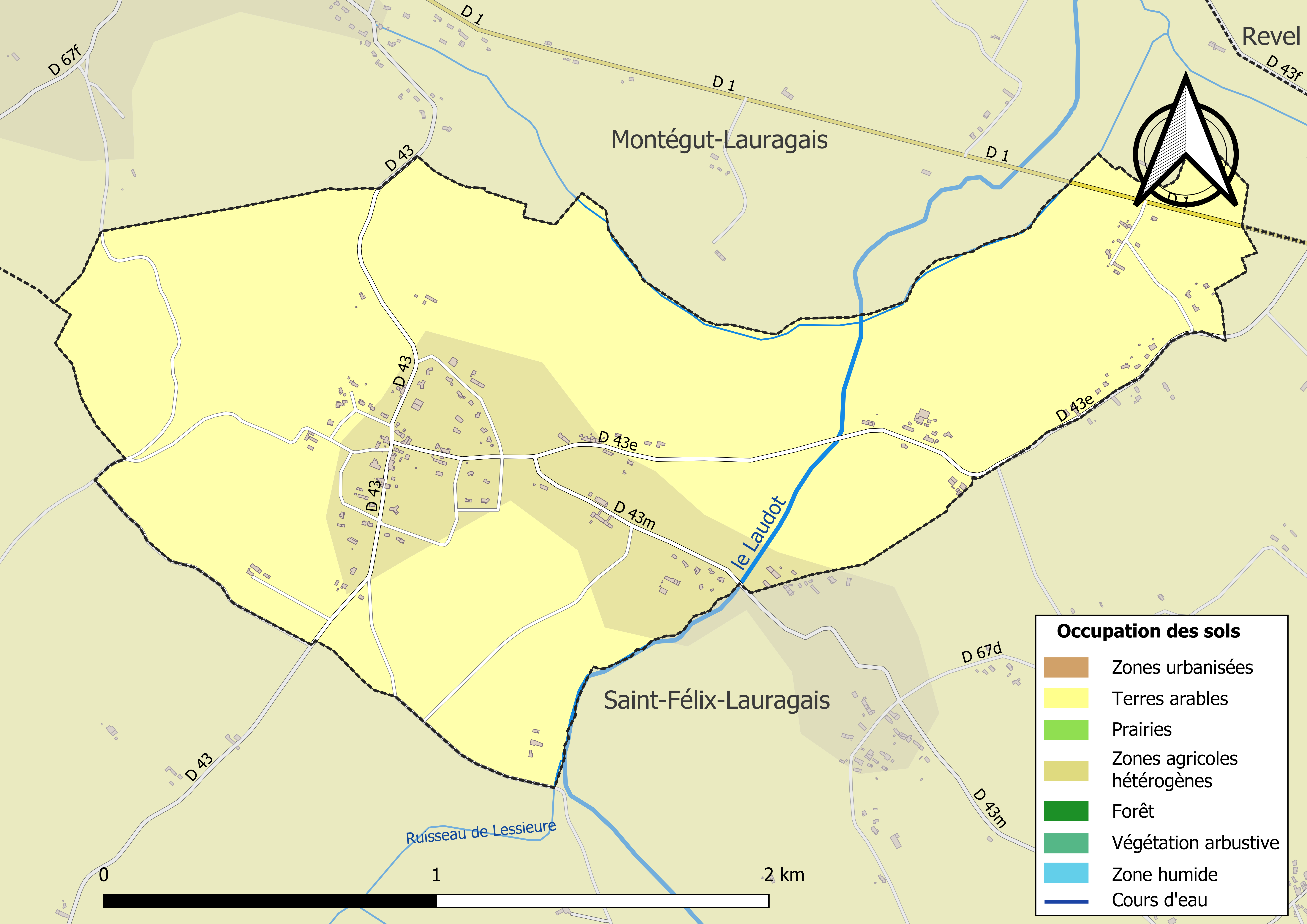
Bodennutzung, Hydrografie und Infrastruktur der Gemeinde (2018)

Roumens befindet sich in der historischen Landschaft des Lauragais am östlichen Rand des Départements, etwa 44 Kilometer nordwestlich von Carcassonne und etwa 42 Kilometer südöstlich von Toulouse. Die Gemeinde liegt im Einzugsgebiet der Garonne und wird vom Laudot, vom Ruisseau de Lessieure und von verschiedenen kleineren Bächen entwässert. Der Laudot markiert im Südosten einen Abschnitt der Grenze der Gemeinde, bevor er den östlichen Bereich von Süd nach Nord durchquert. Der Ruisseau de Lessieure mündet ganz im Süden in den Laudot.
Das Gebiet von Roumens ist Teil der 113 Hektar großen ZNIEFF-Naturzone „Coteau entre Saint-Felix-Lauragais et Montégut-Lauragais“ (730030375). Außer von spärlich bebauten Zonen wird nahezu die gesamte Fläche der Gemeinde landwirtschaftlich genutzt.
Umgeben wird Roumens von den Nachbargemeinden Montégut-Lauragais im Norden sowie Saint-Félix-Lauragais im Süden, Westen und Osten.

## Geschichte
Die Gemeinde besaß in den Schriften folgende Bezeichnungen: Romencs (1226), Romench (1271), Romenx (1428), Rommus (1801).
Im Mittelalter war Romencs eine kreisförmige, von Gräben umgebene Siedlung. Nur eine Brücke im Westen ermöglichte den Zugang. Später entwickelte sich das Dorf außerhalb der noch heute mit Wasser gefüllten Gräben.
Roumens war von der Herrschaft Saint-Félix abhängig und ging mit der Schenkung von Raymond VII. am 18. Mai 1226 in den Schoß des Grafen von Foix über. Wie die meisten Dörfer der Herrschaft hatte Romencs ab 1249 ein unabhängiges Consulat. Romencs kehrte 1319 zu Pierre Duèze, dem Bruder von Papst Johannes XXII., zurück, als er die Herrschaft von Saint Félix aus den Händen von König Philipp V. erhielt. Nach der Gründung der Stiftskirche Saint Félix durch Papst JOHANNES XXII. wurde die Kirche von Romencs eine Filialkirche und das Kapitel hatte dort einen Pfarrer. Doch 1387 kaufte Guilhem de la Baille das Lehen Romencs, das 1655 erneut an Jacques de Fauré verkauft wurde. Diese verschiedenen Seigneurs besaßen ein Schloss. Der lokalen Überlieferung zufolge handelt es sich bei der heutigen Sakristei um die alte Kapelle des Schlosses, die den Namen Saint Jean-de-Romencs trug. Das Schloss und das Rathaus, die zusammen mit der Kirche den Mittelpunkt des Dorfes bildeten, existieren nicht mehr.

## Bevölkerungsentwicklung
| Jahr                       | 1962 | 1968 | 1975 | 1982 | 1990 | 1999 | 2006 | 2013 | 2020 |
| Einwohner                  | 158  | 149  | 141  | 144  | 168  | 202  | 221  | 255  | 250  |
| Quellen: Cassini und INSEE |      |      |      |      |      |      |      |      |      |

## Sehenswürdigkeiten
- Kirche Saint-Jean-Baptiste

## Verkehr
Die Gemeinde liegt fernab größerer Verkehrsachsen. Die nachrangigen Departementsstraßen 43, 43E und 43M stellen Verbindungen zu benachbarten Gemeinden her.